# 華北交通の車両
華北交通（かほくこうつう）を走行した車両について詳述すると、次の通りである。

## 名称および記号
基本的には南満州鉄道の第4期の命名規則に従う。

## 種類
用途順、製造順に特徴を記述すると下記の通り。

### 機関車

#### 蒸気機関車

##### 旅客用
- パシロ形

主要線区用。詳細は南満州鉄道の車両を参照のこと。
- パシサ形

その他線区用。詳細は南満州鉄道の車両を参照のこと。

##### 貨物用
- ミカイ形

主要線区用。詳細は南満州鉄道の車両を参照のこと。
- ミカロ形

その他線区用。詳細は南満州鉄道の車両を参照のこと。
- ソリホ形

日本の鉄道省9600形を標準軌に改軌した機関車。
詳細は、国鉄9600形蒸気機関車を参照

##### 急勾配線区用
- マレイ形　（京綏鉄路20形）　C+C形複式マレー形飽和式テンダー機関車　1908年　ノースブリティッシュロコモーティブ社製

称号変遷　京張（京綏）鉄路：21～24　華北交通：マレイ形
諸元　動輪直径：1,295mm　シリンダ（直径（高圧/低圧）×行程）：457mm/730mm×711mm　缶圧：14.0kg/cm2　火格子面積：4.19m2　機関車重量（運整）：97.40t　動輪上重量（同）：97.40t
概要
京張鉄路（北京～張家口）の八達嶺越え（南口パス）の33.3‰の急勾配線区で使用するために製造された。
第二次世界大戦終了後の動向
中華人民共和国成立後はML1形となった。
- マレニ形　（京綏鉄路70形）　1B+B1形複式マレー形飽和式テンダー機関車　1911年　ボールドウィン機関車工場製

称号変遷　京張（京綏）鉄路：71～74　華北交通：マレニ形
諸元　動輪直径：1,450mm　シリンダ（直径（高圧/低圧）×行程）：381mm/584mm×559mm　缶圧：14.0kg/cm2　火格子面積：2.63m2　機関車重量（運整）：73.93t　動輪上重量（同）：t
概要
京張鉄路（北京～張家口）の八達嶺越え（南口パス）の33.3‰の急勾配線区で旅客列車の後補機として使用するために製造された。
第二次世界大戦終了後の動向
中華人民共和国成立後はML2形となった。
- マレサ形　（京綏鉄路90形）　1D+D1形複式マレー形過熱式テンダー機関車　1914年　アメリカンロコモーティブ社製

称号変遷　京張（京綏）鉄路：91～97　華北交通：マレサ形
諸元　動輪直径：1,270mm　シリンダ（直径（高圧/低圧）×行程）：508mm/813mm×660mm　缶圧：14.0kg/cm2　火格子面積：5.53m2　機関車重量（運整）：131.58t　動輪上重量（同）：108.21t
概要
京張鉄路（北京～張家口）の八達嶺越え（南口パス）の33.3‰の急勾配線区で使用するために製造された。参考文献7によると、1919年に4両が製造され、そのうち2両は四気筒全てが直径（508mm）の等しい、単式関節形（単式マレー形）機関車であったとされているが、他の文献では確認できない。
第二次世界大戦終了後の動向
中華人民共和国成立後はML3形となった。
- マレシ形　（京綏鉄路200形）　1D+D1形複式マレー形過熱式テンダー機関車　1921年　アメリカンロコモーティブ社製

称号変遷　京綏鉄路：201～207　華北交通：マレシ形
諸元　動輪直径：1,270mm　シリンダ（直径（高圧/低圧）×行程）：610mm/965mm×711mm　缶圧：14.0kg/cm2　火格子面積：8.83m2　機関車重量（運整）：202.31t　動輪上重量（同）：176.22t
概要
京綏鉄路（北京～包頭）の八達嶺越え（南口パス）の33.3‰の急勾配線区で使用するために製造された。炭水車を合わせた総重量は約290t、平均軸重は21.85tに達し、米国が輸出した最大の蒸気機関車である。
第二次世界大戦終了後の動向
中華人民共和国成立後はML4形となった。

### 客車
- ハ5形

在来3等客車の部材を全面的に刷新し、軽量化した3等客車。詳細は南満州鉄道の車両を参照のこと。